# Vilém Bufka
Vilém Bufka (11. srpna 1915 Nymburk – 20. listopadu 1967 Praha) byl příslušník 311. československé bombardovací perutě RAF, letecký mechanik a pilot, plukovník československé armády in memoriam, autor vzpomínkové literatury.

## Život
Vystudoval tříletou živnostenskou školu a dvouletou vojenskou průmyslovou školu v Mladé Boleslavi. V rámci vojenské základní služby absolvoval pilotní výcvik v Hradci Králové a v Piešťanech. Po absolvování vojenské základní služby zůstal u armády v hodnosti délesloužící četař (pilot); a to u 82. letky 5. leteckého pluku v Brně, kde se létalo na dvoumotorových letounech Aero MB-200.
Po německé okupaci Čech, Moravy a Slezska odešel 1. července 1939 do Polska, kde podepsal závazek do francouzské cizinecké legie, protože mimo válku nesměli cizinci sloužit ve francouzských ozbrojených silách. Byl jim však dán příslib, že v případě vypuknutí války budou závazku do legie zproštěni. Vilém Bufka do cizinecké legie nastoupit nestačil, protože jeho skupina se ke dni 1.9.1939 stále nacházela v Paříži. Poté, co Francie vstoupila do války, byl zařazen do stavu Armée de l'Air a odeslán na přecvičení na bázi v Toulouse, kde prodělal výcvik na bombardérech Bloch MB-210 Verdun. Po dokončení přecvičení byl 1. 5. 1940 převelen k bombardovací eskadře GB I/23 na základně Istres-Le Paty, kde bojově létal na letounech MB-210. Jako jeden z mála československých pilotů také odlétal několik misí v kabině nejmodernějšího francouzského bombardéru Lioré et Olivier LeO 451. Před postupující německou armádou odletěl letounem Caudron C.635M Simoun do Severní Afriky, odkud pak se dostal do Anglie, kde vstoupil do Royal Air Force a stal se příslušníkem 311. československé bombardovací perutě RAF. Při náletu na Emden (16.1.1941) utrpěl omrzliny. Při jeho šestnáctém bojovém letu, při návratu z náletu na Brémy (22./23.6.1941) byl jím pilotovaný bombardovací letoun Wellington Mk.IC T2990 zasažen palebnou dávkou ze stíhačky Messerschmitt Bf 110, kterou pilotoval Egmont Prinz zur Lippe-Weißenfeld (stíhací eso Luftwaffe). Wellington s šestičlennou posádkou (Vilém Bufka, Alois Rozum, Vilém Konštacký, Leonard Smrček, Jan Hejna a Karel Valach) začal hořet a padat. Letoun spadl u obce Nieuwe Niedorp v Nizozemsku. Pád letounu přežil pouze Vilém Bufka, kterému se podařilo vyskočit a otevřít padák; při doskoku si zlomil nad kotníkem nohu, utrpěl tržné rány a ztratil vědomí. Vědomí nabyl až za dva dny v cca 15 km vzdáleném námořním lazaretu v Heiloo, kde jej navštívil zmíněný pilot Messerschmittu. Stal se válečným zajatcem, byl v různých zajateckých táborech. Jako příslušník protektorátu Čechy a Morava byl odsouzen k trestu smrti „za vlastizradu“. Rozsudek však nebyl vykonán. Byl uvězněn na hradě Colditz a dne 16. dubna 1945 byl spolu s dalšími vězni osvobozen americkou armádou. Vrátil se do Anglie a do osvobozené Prahy přiletěl 16.8.1945. Po válce působil jako učitel létání, od dubna 1947 působil na Ministerstvu národní obrany v Praze. V roce 1949 byl vyloučen z armády.

## Vyznamenání
- Československá medaile za zásluhy I. stupně
- britská medaile Hvězda 1939–1945
- britská Válečná medaile 1939–1945
- Evropská hvězda leteckých osádek (anglicky Air Crew Europe Star)
- Československý válečný kříž 1939 (2x)
- Československá medaile Za chrabrost před nepřítelem (2x)
- Pamětní medaile československé armády v zahraničí se štítky Francie a Velká Británie
- Britská medaile Za obranu
- Croix de Guerre 1939-1945

## Literární dílo
- Bombardér T-2990 se odmlčel (1966)
- ..a dole čeká kat (1967), spoluautor: Karel Dostál